# Liste der Einträge im National Register of Historic Places im Chambers County (Alabama)
Die Liste der Registered Historic Places im Chambers County in Alabama führt alle Bauwerke und historischen Stätten im Chambers County auf, die in das National Register of Historic Places aufgenommen wurden.

## Aktuelle Einträge
| Lfd. Nr. | Name                                                | Bild | Datum der Eintragung | Adresse/Lage                                                                                       | Ort                  | ID-Nr.   | Beschreibung |
| -------- | --------------------------------------------------- | ---- | -------------------- | -------------------------------------------------------------------------------------------------- | -------------------- | -------- | ------------ |
| 1        | Chambers County Courthouse Square Historic District |      | 27. März 1980        | Roughly bounded by Alabama and 2nd Aves., and 1st St.                                              | La Fayette           | 80000682 |              |
| 2        | County Line Baptist Church                          |      | 19. Aug. 1982        | E of Dudleyville                                                                                   | Dudleyville Vicinity | 82002001 |              |
| 3        | Ernest McCarty Oliver House                         |      | 21. Jan. 1974        | LaFayette St. N/US 431                                                                             | La Fayette           | 74000402 |              |
| 4        | Fairfax Historic District                           |      | 24. Sep. 1999        | Roughly bounded by River Rd., Spring St., Lamer St., Derson St., Combs St., and Cusseta Rd.        | Valley               | 99001177 |              |
| 5        | Langdale Historic District                          |      | 12. Nov. 1999        | Roughly bounded by 65th St., 20th Ave., 61st, 58th, and 55th Sts., 16th Ave., and Chattahoochee R. | Valley               | 99001299 |              |
| 6        | New Hope Rosenwald School                           |      | 29. Nov. 2001        | 2.25 mi SE of US 431 on Cty Rd. 267                                                                | Fredonia             | 01001297 |              |
| 7        | Riverview Historic District                         |      | 12. Nov. 1999        | Roughly bounded by School and G.I. Sts., Chattahoochee R. and along California St.                 | Valley               | 99001300 |              |
| 8        | Shawmut Historic District                           |      | 24. Sep. 1999        | Roughly bounded by 25th Blvd., 29th Blvd., 20th Ave., 35th St., and 38th Blvd.                     | Valley               | 99001176 |              |
| 9        | Vines Funeral Home and Ambulance Service            |      | 15. Okt. 2008        | 211 B St. SW.                                                                                      | La Fayette           | 08000434 |              |